# 淡水縣
淡水縣為臺灣清治時期在臺灣所設置的縣之一，由淡水廳演變而來。此行政區劃名稱持續至1895年臺灣被割讓給日本，臺灣總督府將臺北府淡水縣改為臺北縣淡水支廳為止。所轄範圍約為今臺北市及新北市、桃園市部分區域。

## 沿革

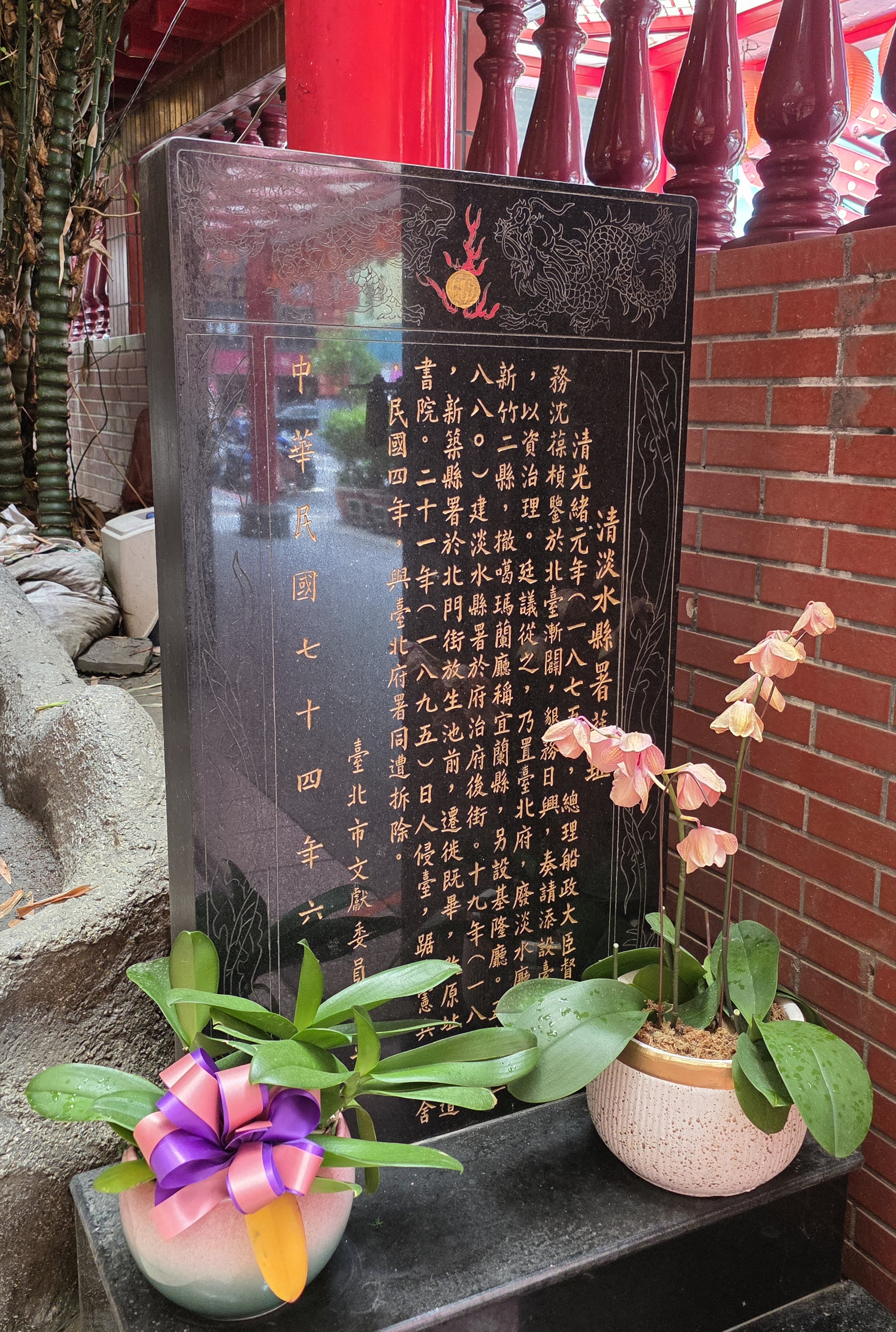
清淡水縣署舊址碑，1985年6月由臺北市文獻委員會立石於今臺灣省城隍廟現址。

光緒元年十二月二十日（1876年1月16日）新設臺北府之際，將原隸屬臺灣府之淡水廳分成「淡水縣」、「新竹縣」，兩者以土牛溝為界，而淡水縣為府治所在。但至光緒五年（1879）才正式設官治理，1893年人口達408,000人。
- 光緒四年，臺北新設府治，淡水廳同知裁缺。
- 光緒五年閏三月，淡新分治，析淡水廳之地為淡水、新竹兩縣。淡水縣縣治設於台北，原設艋舺縣丞裁撤，改為台北府經歷兼管司獄事務。
- 光緒十三年九月八日，奏准將東北四堡（即基隆堡、石碇堡、金包里堡、三貂堡）撥歸基隆廳管轄。
- 光緒十四年，析四堡之地及附屬島嶼歸基隆廳管轄。
- 光緒二十年，析海山堡之地歸南雅廳管轄。

## 行政
淡水縣的首長是淡水縣知縣。

### 行政區劃
淡水縣以頭重溪、土牛溝為跟新竹縣劃分的界線。
最初底下轄有14堡，分別是大加臘堡、芝蘭一堡、芝蘭二堡、芝蘭三堡、八里坌堡、興直堡、擺接堡、拳山堡、海山堡、桃澗堡、基隆堡、金包里堡、三貂堡、石碇堡。光緒十三年（1887年），確立淡水縣跟基隆廳的分界，將基隆堡、金包里堡、三貂堡、石碇堡劃給基隆廳管轄。

## 其他
二次大戰後，在國民政府的臺灣接管計劃綱要地方政制中，計劃把臺北州的淡水郡和新莊郡合併為「淡水縣」，屬一級縣。但臺灣省行政長官公署認為該方案不切實際，故並未實施此計畫。